# Mohammed Jumaa
Mohammad Juma Eid Gharib Juma Al Balooshi, meglio noto come Mohammed Jumaa (in arabo محمد جمعة‎?; Dubai, 28 gennaio 1997), è un calciatore emiratino, centrocampista dell'Al-Bataeh e della Nazionale di calcio degli Emirati Arabi Uniti.

## Statistiche

### Presenze e reti nei club
Statistiche aggiornate al 21 luglio 2024.
| Stagione          | Squadra          | Campionato       | Campionato | Campionato | Coppe nazionali | Coppe nazionali | Coppe nazionali | Coppe continentali | Coppe continentali | Coppe continentali | Altre coppe | Altre coppe | Altre coppe | Totale | Totale |
| Stagione          | Squadra          | Comp             | Pres       | Reti       | Comp            | Pres            | Reti            | Comp               | Pres               | Reti               | Comp        | Pres        | Reti        | Pres   | Reti   |
| ----------------- | ---------------- | ---------------- | ---------- | ---------- | --------------- | --------------- | --------------- | ------------------ | ------------------ | ------------------ | ----------- | ----------- | ----------- | ------ | ------ |
| 2015-2016         | Al-Shabab        | PL               | 21         | 3          | CEAU+CdL        | 0+5             | 0+0             | ACL                | 0                  | 0                  | -           | -           | -           | 26     | 3      |
| 2016-2017         | Al-Shabab        | PL               | 16         | 2          | CEAU+CdL        | 0+4             | 0+0             | -                  | -                  | -                  | -           | -           | -           | 20     | 2      |
| Totale Al Shabab  | Totale Al Shabab | Totale Al Shabab | 37         | 5          |                 | 9               | 0               |                    | 0                  | 0                  |             | -           | -           | 46     | 5      |
| 2018-2019         | Shabab Al-Ahli   | PL               | 0          | 0          | CEAU+CdL        | 0+7             | 0+0             | -                  | -                  | -                  | -           | -           | -           | 7      | 0      |
| 2019-2020         | Shabab Al-Ahli   | PL               | 5          | 2          | CEAU+CdL        | 0+4             | 0+3             | ACL                | 4                  | 0                  | SEAU        | 1           | 0           | 14     | 5      |
| 2020-2021         | Shabab Al-Ahli   | PL               | 16         | 5          | CEAU+CdL        | 3+6             | 2+1             | ACL                | 4                  | 0                  | SEAU        | 1           | 0           | 30     | 8      |
| 2021-2022         | Shabab Al-Ahli   | PL               | 20         | 0          | CEAU+CdL        | 2+3             | 0+0             | ACL                | 5                  | 1                  | SEAU        | 1           | 1           | 31     | 2      |
| 2022-2023         | Shabab Al-Ahli   | PL               | 7          | 1          | CEAU+CdL        | 0+0             | 0+0             | -                  | -                  | -                  | -           | -           | -           | 7      | 1      |
| Set.2023-Gen.2024 | Shabab Al-Ahli   | PL               | 7          | 0          | CEAU+CdL        | 0+0             | 0+0             | ACL                | 0                  | 0                  | SEAU        | 0           | 0           | 7      | 0      |
| Totale Al-Ahli    | Totale Al-Ahli   | Totale Al-Ahli   | 55         | 8          |                 | 25              | 6               |                    | 13                 | 1                  |             | 3           | 1           | 96     | 16     |
| Gen.2024-Giu.2024 | Al-Bataeh        | PL               | 12         | 2          | CEAU+CdL        | 0+0             | 0+0             | -                  | -                  | -                  | -           | -           | -           | 12     | 2      |
| 2024-2025         | Al-Bataeh        | PL               | 18         | 3          | CEAU+CdL        | 1+2             | 0+0             | -                  | -                  | -                  | -           | -           | -           | 21     | 3      |
| Totale carriera   | Totale carriera  | Totale carriera  | 122        | 18         |                 | 37              | 6               |                    | 13                 | 1                  |             | 3           | 1           | 174    | 26     |

### Cronologia presenze e reti in nazionale
| Cronologia completa delle presenze e delle reti in nazionale ― Emirati Arabi Uniti | Cronologia completa delle presenze e delle reti in nazionale ― Emirati Arabi Uniti | Cronologia completa delle presenze e delle reti in nazionale ― Emirati Arabi Uniti | Cronologia completa delle presenze e delle reti in nazionale ― Emirati Arabi Uniti | Cronologia completa delle presenze e delle reti in nazionale ― Emirati Arabi Uniti | Cronologia completa delle presenze e delle reti in nazionale ― Emirati Arabi Uniti | Cronologia completa delle presenze e delle reti in nazionale ― Emirati Arabi Uniti | Cronologia completa delle presenze e delle reti in nazionale ― Emirati Arabi Uniti |
| Data                                                                               | Città                                                                              | In casa                                                                            | Risultato                                                                          | Ospiti                                                                             | Competizione                                                                       | Reti                                                                               | Note                                                                               |
| ---------------------------------------------------------------------------------- | ---------------------------------------------------------------------------------- | ---------------------------------------------------------------------------------- | ---------------------------------------------------------------------------------- | ---------------------------------------------------------------------------------- | ---------------------------------------------------------------------------------- | ---------------------------------------------------------------------------------- | ---------------------------------------------------------------------------------- |
| 7-6-2021                                                                           | Dubai                                                                              | Emirati Arabi Uniti                                                                | 3 – 1                                                                              | Thailandia                                                                         | Qual. Mondiali 2022                                                                | 1                                                                                  | 75’                                                                                |
| 11-6-2021                                                                          | Dubai                                                                              | Emirati Arabi Uniti                                                                | 5 – 0                                                                              | Indonesia                                                                          | Qual. Mondiali 2022                                                                | -                                                                                  | 63’                                                                                |
| 15-6-2021                                                                          | Dubai                                                                              | Emirati Arabi Uniti                                                                | 3 – 2                                                                              | Vietnam                                                                            | Qual. Mondiali 2022                                                                | -                                                                                  | 72’                                                                                |
| 7-9-2021                                                                           | Amman                                                                              | Siria                                                                              | 1 – 1                                                                              | Emirati Arabi Uniti                                                                | Qual. Mondiali 2022                                                                | -                                                                                  | 91’                                                                                |
| 7-10-2021                                                                          | Dubai                                                                              | Emirati Arabi Uniti                                                                | 0 – 1                                                                              | Iran                                                                               | Qual. Mondiali 2022                                                                | -                                                                                  | 46’                                                                                |
| 6-12-2021                                                                          | Doha                                                                               | Tunisia                                                                            | 1 – 0                                                                              | Emirati Arabi Uniti                                                                | Coppa araba 2021 - 1º turno                                                        | -                                                                                  | 85’                                                                                |
| 10-12-2021                                                                         | Al Khawr                                                                           | Qatar                                                                              | 5 – 0                                                                              | Emirati Arabi Uniti                                                                | Coppa araba 2021 - Quarti di finale                                                | -                                                                                  | 76’                                                                                |
| 12-9-2023                                                                          | Zagabria                                                                           | Costa Rica                                                                         | 1 – 4                                                                              | Emirati Arabi Uniti                                                                | Amichevole                                                                         | -                                                                                  | 79’                                                                                |
| Totale                                                                             |                                                                                    | Presenze                                                                           | 8                                                                                  |                                                                                    | Reti                                                                               | 1                                                                                  |                                                                                    |

## Palmares

### Club

#### Competizioni nazionali
- UAE Arabian Gulf League: 1

Shabab Al-Ahli: 2022-2023
- Coppa del Presidente degli Emirati Arabi Uniti: 2

Shabab Al-Ahli: 2018-2019, 2020-2021
- Coppa di Lega emiratina: 2

Shabab Al-Ahli: 2018-2019,  2020-2021
- Supercoppa degli Emirati Arabi Uniti: 2

Shabab Al-Ahli: 2021, 2023

#### Competizioni internazionali
- Coppa dei Campioni del Golfo: 1

Al-Shabab: 2015